# Nowa Różanka (Kętrzyn)

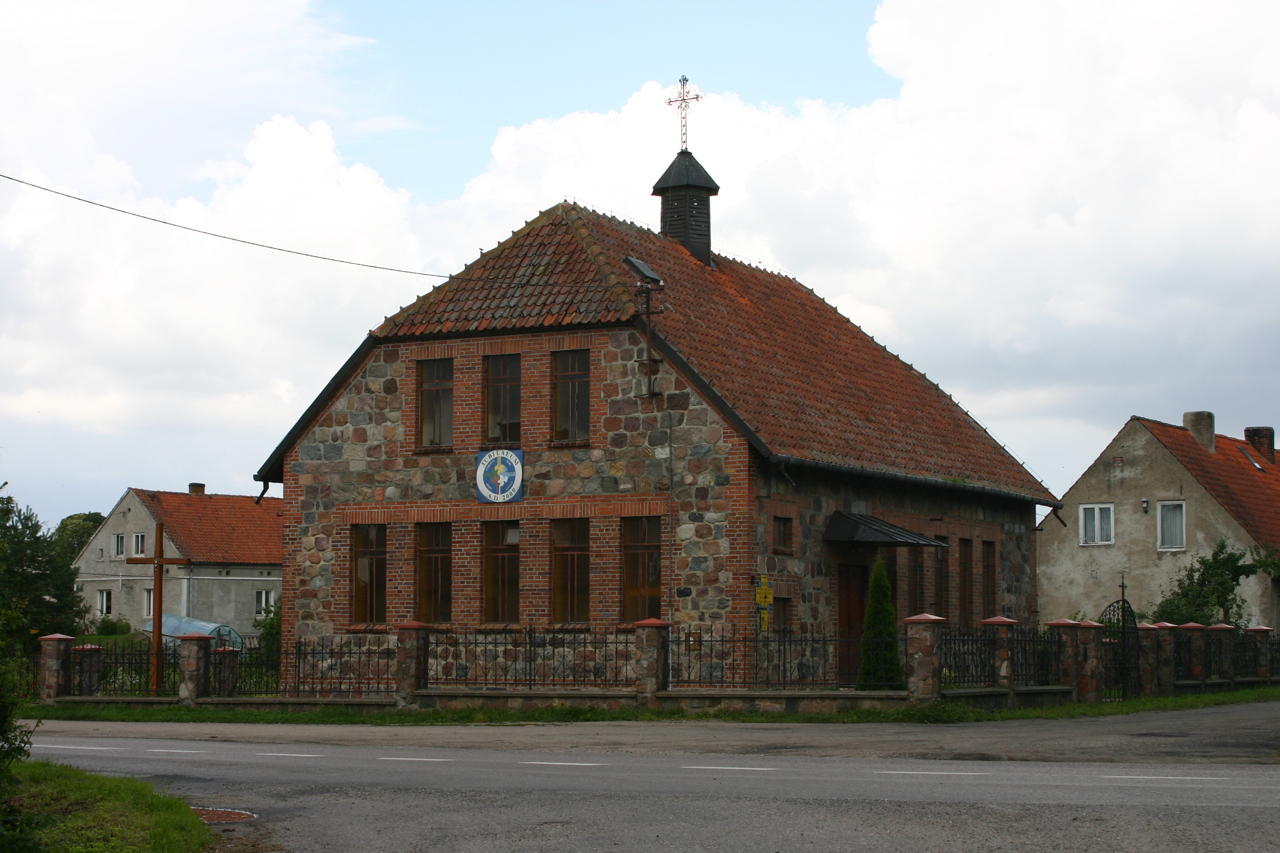
Nowa Różanka

Nowa Różanka (deutsch Neu Rosenthal) ist ein Dorf in Polen in der Woiwodschaft Ermland-Masuren. Das Dorf gehört zum Powiat Kętrzyński in der Gmina Kętrzyn (Landgemeinde Rastenburg). Das Dorf bildet ein Schulzenamt (sołectwo), zu welchem keine weiteren Ortschaften gehören.

## Geographische Lage
Nowa Różanka liegt im Nordosten Polens, etwa fünf Kilometer nördlich der Stadt Kętrzyn und 20 Kilometer südlich der Staatsgrenze zur russischen Oblast Kaliningrad. Drei Kilometer nördlich liegt eine Siedlung mit dem gleichen Namen, die zur Gmina Srokowo (Drengfurth) gehört.

## Geschichte
Das heutige Nowa Różanka wurde im 14. Jahrhundert auf einer Fläche von 54 Hufen nach Kulmer Recht angelegt. 1817 wurden im Dorf 42 Häuser gezählt. Im Januar 1945 nahm die Rote Armee die Gegend ein und als Folge des Krieges wurde die Gegend Teil Polens. 
Noch 1945 wurde hier eine der ersten Schule der Gegend wiedereröffnet. 1948 wurde eine Bibliothek eingerichtet. 1970 gab es im Dorf ein Kino mit 100 Sitzplätzen. 1973 gehörten zum Schulzenamt (sołectwo) Nowa Różanka die südlich gelegene Ortschaft Strzyże.

### Einwohnerentwicklung
Nachfolgend die graphische Darstellung der Einwohnerentwicklung.

## Gmina/Gromada
Direkt nach dem Krieg wurde das Dorf 1945 Sitz einer Gemeinde (gmina). 1946 umfasst die Gemeinde eine Fläche von 8.943 Hektar mit 30 Ortschaften. 1954 wurden die Verwaltungsstruktur geändert und das Dorf wurde Sitz einer Gromada, welche 1960 eine Fläche von 55,46 km² besaß, auf welcher 1574 Menschen lebten. Zum 1. Juli 1968 wurde die Gromada aufgelöst.

## Verkehr
Nowa Różanka liegt an der Woiwodschaftsstraße DW 650, welche beim zwei Kilometer südlich gelegenen Stara Różanka in die Woiwodschaftsstraße DW 591 mündet.
Das Dorf verfügt über keinen eigenen Bahnanschluss. Die nächste Bahnstation befindet sich in Kętrzyn. Von dort bietet die PKP Direktverbindungen nach Olsztyn und Posen an.
Der geographisch nächste internationale Flughafen ist der Flughafen Kaliningrad, der sich etwa 100 Kilometer nordwestlich, auf russischem Hoheitsgebiet befindet. Der nächste internationale Flughafen auf polnischem Staatsgebiet ist der etwa 200 Kilometer westlich gelegene Lech-Wałęsa-Flughafen Danzig. 